# Barbut verd gorjanegre
El barbut verd gorjanegre (Psilopogon eximius) és una espècie d'ocell de la família dels megalèmids (Megalaimidae) que habita els boscos de les muntanyes de Borneo.